# Тахмина (фильм)

Барельеф Расима Оджагова в Шеки с названиями снятых им фильмов, в том числе фильма «Тахмина»

«Тахмина» (азерб. Təhminə), известный также как «Тахмина и Заур» (азерб. Təhminə və Zaur) — азербайджанский художественный фильм, поставленный режиссёром Расимом Оджаговым в 1993 году по мотивам романа Анара «Шестой этаж пятиэтажного дома». Фильм повествует о страстном романе главных героев мелодрамы — Заура и Тахмины, который приводит ко многим проблемам в консервативном обществе.

## Сюжет
Заур, сын известного и хорошо обеспеченного профессора Зейналлы, влюбляется в Тахмину — разведённую женщину, которая работает на телевидении. Ею восхищаются многие её коллеги и друзья семьи Заура, что периодически вызывает ревность со стороны Заура. Заур настолько влюблён в Тахмину, что даже летит в Ленинград, когда Тахмина отправляется туда по делам. Семья Заура осуждает эти отношения и пытается отвлечь Заура, женив его на дочери друга их семьи, Фирангиз. Давление со стороны общества и непрерывные звонки матери Заура Тахмине в конечном итоге приводят к большим проблемам в их отношениях и страданиям Тахмины.
Заур прислушивается к советам своих родителей, женится на Фирангиз. Из-за злоупотребления алкоголем у Тахмины начинаются проблемы со здоровьем. Она умирает от цирроза печени, в то время как Заур и Фирангиз проводят медовый месяц в Стамбуле. По их возвращении зять Заура сообщает ему весть о кончине Тахмины.
Заур подавлен, но по дороге на рынок он вынимает список продуктов, составленный его женой — жизнь продолжается.

## В ролях
| Актёр               | Роль                  |
| ------------------- | --------------------- |
| Мерал Конрат        | Тахмина               |
| Фахраддин Манафов   | Заур                  |
| Зарнигяр Агакишиева | Зивер (мать Заура)    |
| Гасан Мамедов       | профессор Зейналлы    |
| Гасан Турабов       | Дадаш                 |
| Тофик Мирзоев       | Мухтар                |
| Физули Гусейнов     | Спартак               |
| Лаура Рзаева        | Фирангиз              |
| Нурия Ахмедова      | Сима                  |
| Дадаш Кязимов       | Мамед-Насир           |
| Эльданиз Расулов    | аспирант              |
| Мелик Дадашев       | Муртуз                |
| Эльмира Шабанова    | Алия                  |
| Лариса Халафова     | Медина                |
| Талят Рахманов      | гость на дне рождения |
| Георгий Штиль       | милиционер            |

## Съёмочная группа
- Оператор: Кенан Мамедов
- Художник: Рафис Исмайлов
- Композитор: Эмин Сабитоглу
- Производство: Азербайджанфильм, Независимая Студия «Оджаг»

## Клип-продолжение
В 2007 году певицей Зульфиёй Ханбабаевой и режиссёрами Рамизом Фаталиевым и Фуадом Алишевым был снят клип «Страница» на песню композитора Вугара Джамалзаде «Мянимсян» (с азерб. — «Ты мой»), который стал своего рода продолжением фильма. Так, в клипе, где действие происходит уже в 2007 году у Заура уже есть взрослая дочь, у которой также натянутые отношения с отцом из-за её парня, который не нравится Зауру. Заур часто вспоминает свою похожую историю и Тахмину, и однажды, она ему даже мерещится. В конце клипа Зульфия Ханбабаева, Тахмина, Заур, его дочь и её парень смотрят в кинотеатре фильм «Тахмина». Как и в фильме, в клипе роль Заура исполнил Фахраддин Манафов, а роль Тахмины — Мерал Конрат. Как заявляла сама певица, клип посвящается памяти режиссёра фильма «Тахмина» Расима Оджагова.

## Награды
- Фильм был удостоен приза за лучшую режиссёрскую работу Расиму Оджагову и за лучшее исполнение мужской роли Юсифу Пашаеву на II-м фестивале-конкурсе азербайджанских фильмов в Баку в 2007 году.